# Arne Thalén

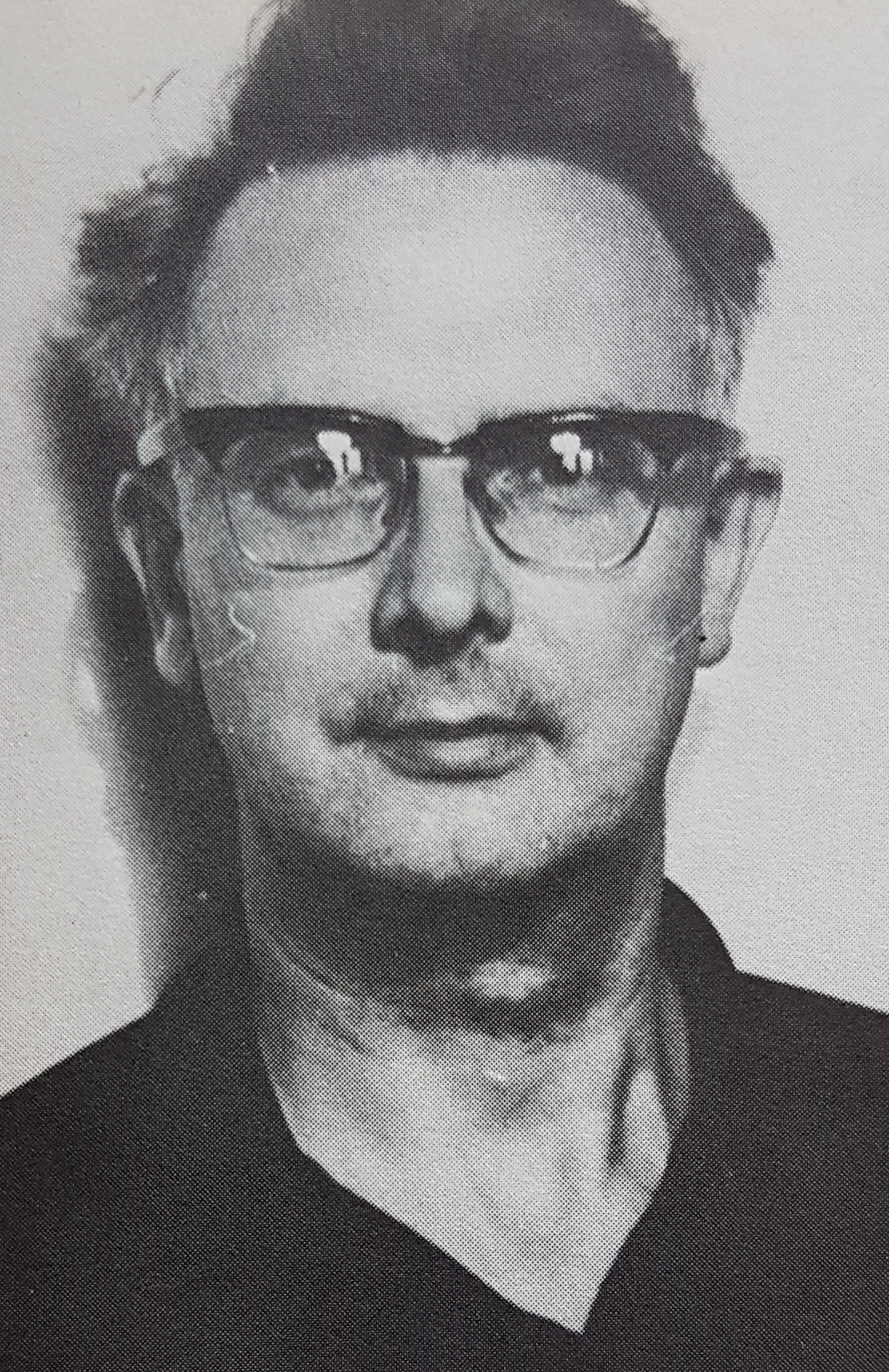
Arne Thalén

Per Arne Thalén, född 21 februari 1919 i Karlstad, död 7 februari 2011 i Göteborg, var en svensk målare, tecknare och teckningslärare.

## Biografi
Arne Thalén var son till civilingenjören John Rickard Thalén och Anna Margareta Lundgren och från 1959 gift med textilkonstnären Vera Maria Larsson. 
Thalén utbildade sig till teckningslärare vid Tekniska skolan respektive Konstfackskolan i Stockholm 1941–1946 och arbetade sedan avslutningsåret som teckningslärare i Uddevalla och Göteborg. Han bedrev självstudier inom konst under resor till bland annat Nederländerna, Tyskland, Grekland, England och Italien 1949–1962 samt vidareutbildade sig genom en kurs i al fresco och stucco lustro. 
Separat ställde han bland annat ut i Trollhättan 1955, Karlstad 1964 och i Uddevalla 1955–1979 samt Göteborg 1967–1979. Han ställde även ut tillsammans med sin fru i Uddevalla. Han medverkade i Nationalmuseums utställning Unga tecknare, Värmlands konstförenings höstsalonger på Värmlands museum sedan 1949, Göteborgs konstförenings Decemberutställningar på Göteborgs konsthall, Sveriges allmänna konstförenings salonger på Liljevalchs konsthall och Liljevalchs Stockholmssalonger samt Västsvenska Tecknare-Maneten. Han tilldelades Göteborgs kommuns utställningsstipendium 1967, 1986 och 1994 samt Thor Fagerkvists Stipendium 1997. Som illustratör illustrerade han Simon Erlandsons och Knut Wichmans Allmän historia för realskolan (1949). Thalén är representerad vid Kongahällaskolan i Kungälv, Burgårdens gymnasium i Göteborg, Nödinge kommun, Göteborg och Bohus läns landsting, Värmlands museum, Karlstad kommun, Uddevalla kommun, Kungsbacka kommun, Arvika kommun och Statens konstråd. 
Hans konst består av figur- och landskapsmotiv från Bohuslän i en svag kubiserande form.